# U

Litera Uu scrisă cu fontul „School Script Dashed”.

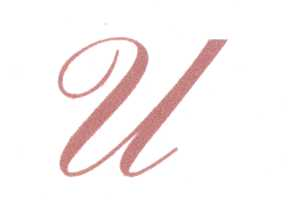
Majuscula U

Minuscula u

U (numită: /u/) este a douăzeci și una literă din alfabetul latin și a douăzeci și șasea din alfabetul limbii române. În limba română U notează o vocală închisă posterioară rotunjită (transcrisă fonetic [u]) sau semivocala corespunzătoare, numită consoană sonantă labiovelară (transcrisă fonetic [w]).

## Alte reprezentări
| Alfabetul fonetic NATO | Codul Morse |
| Uniform                | ··–         |

|                                                 |                     | ⠥       |
| Sistemul de semnalizare maritimă internațională | Alfabetul semaforic | Braille |